# Plaza de Soacha
La Plaza de Soacha es la plaza principal del municipio de Soacha, ubicado en la comuna 2, entre las Carreras 7 (sur) y 8 (norte) con Calles 12 (oeste) y 13 (este). 

## Nombres
La plaza a menudo se llama Parque Central Principal, Soacha Parque y Plaza Alfonso López

## Entorno
A sus alrededores están la Alcaldía Municipal, el Concejo Municipal de Soacha, el Centro Comercial del Parque, la Iglesia de San Bernardino, el Colegio María Auxiliadora y la Secretaría Municipal de Hacienda, así como las almojabanerías y un sitio de parqueos. También hay varias estatuas y bustos como el de Simón Bolívar y el del Varón del Sol, que le da nombre a la ciudad.
En cuanto entornos más cercanos, se encuentra el río Soacha (desde la glorieta de la Carrera Séptima con Avenida Indumil hasta Puente Micos Calle 13 entre Carreras 11 a 18), el Museo Antropológico de Soacha (Carrera 7 con Calle 14) el Cementerio Municipal (Carrera 11A con Calle 12), el Hospital Mario Yanguas, el Teatro Xua y la Sede del Centro Industrial y de Desarrollo Empresarial del SENA (Calle 13 entre Carreras 10 y 11), el Centro Comercial Santa María (Calle 13 entre Carrera 5 y 6) y la antigua estación del Ferrocarril del Sur (Carrera 5 con Calle 12).

### Monumento a Galán
En 2014, durante la administración municipal de Juan Carlos Nemocón se erigió un monumento en la parte oriental de la Plaza de Soacha en el punto donde fue tiroteado el candidato presidencial en 1989 en la calle 13 frente a la sede de la Alcaldía, permaneciendo hasta 2022, por acuerdo de la familia Galán con el alcalde Juan Carlos Saldarriaga, en el cual se trasladó a la entrada del Estadio municipal en la Carrera 7A con Calle 22.Posteriormente la estatua fue regresada a su lugar a finales de 2023. 

## Accesos
Es un punto principal para varias de las rutas de transporte que vienen de todas las comunas del municipio, siendo su punto más cercano la Autopista Sur y la Avenida Indumil (que comunica con La Mesa) y los más inmediatos Las carreras Séptima (sentido oriente a occidente de la calle 59 en La Despensa hasta la diagonal novena en el río Soacha), Novena (por el mismo desde la Calle 22 hasta la Calle 12), Octava (a la inversa del anterior, de occidente a oriente) y la Calle 12 (desde las carreras Sexta a Octava, sentido sur norte).